# Argumento de uma função
A variável, termo ou expressão em que uma função opera é o argumento de uma função. Mais especificamente, um argumento de uma função é uma entrada específica na função, também conhecida como uma variável independente.
Quando é evidente a partir do contexto, a qual o argumento é destinado, o argumento é muitas vezes denotado pelo abreviação "{\displaystyle arg}".